# Dagda asymmetrica
Dagda asymmetrica är en rundmaskart som beskrevs av Gerlach 1953. Dagda asymmetrica ingår i släktet Dagda och familjen Leptolaimidae. Inga underarter finns listade i Catalogue of Life.